# 12141 Chushayashi
12141 Chushayashi là một tiểu hành tinh vành đai chính với chu kỳ quỹ đạo là 1570.4522549 ngày (4.30 năm).
Nó được phát hiện ngày 24 tháng 9 năm 1960.